# 광주테크노파크
광주테크노파크 (Gwangju Technopark)는 광주광역시 북구 첨단과기로 333 (대촌동)에 위치하고 있다. 

## 상세
1998년 12월에 대한민국 산업통상자원부로부터 설립 인가를 받았으며, 1999년 2월 광주·전남테크노파크로 개원하였다. 이후 2004년 광주테크노파크로 명칭을 변경하여 오늘날까지 이르고 있다.

## 역할
중소기업 육성, 산업 혁신 허브 역할, 스마트 제조 지원 및 지역 산업 진흥을 위한 정책 및 사업 발굴, 운영을 하는 광주광역시 출연 및 출자 기관이다.

## 연혁
| 2015 . 03 | 제7대 배정찬 원장 취임                           |
| 2014 . 12 | 치과용소재부품기술지원센터 유치                  |
| 2014 . 09 | 테크노파크 2단지(100,506m2) 산업기술단지 지정    |
| 2013 . 12 | 산업통상자원부장관상 수상(지역산업진흥유공기관)  |
| 2012 . 12 | 지식경제부장관상 수상(지역산업진흥유공기관)      |
| 2012 . 07 | 3D융합상용화지원센터 유지                        |
| 2012 . 06 | 테크노파크 2단지(100,506m2) 조성(부지매입)       |
| 2010 . 12 | 제5대 유동국 원장 취임 / 2013. 12. 6대 원장 연임 |
| 2009 . 06 | 가전로봇센터 유치                                |
| 2009 . 02 | 법인개원 10주년 기념식 개최                      |
| 2007 . 07 | 차세대자동차전장부품생산지원센터 유치            |
| 2004 . 07 | 전략산업기획단 설치                              |
| 2004 . 05 | 광주기술이전센터(RTTC) 유치                      |
| 2004 . 03 | 광주테크노파크로 법인 명칭 변경                  |
| 2003 . 04 | LED/LD패키징시험생산기술지원센터 유치            |
| 2002 . 05 | 타이타늄·특수합금부품개발지원센터 유치           |
| 2002 . 04 | 첨단벤처기업육성촉진지구 지정(중소기업청)        |
| 1999 . 02 | 개원(광주‧전남테크노파크)                        |
| 1998 . 12 | 법인 설립 허가(산업자원부장관)                   |
| 1997 . 12 | 테크노파크 조성 사업자 지정                      |

## 조직
- 원장
- 광주스마트제조혁신센터
- 감사실
- 정책기획본부
- 기업지원본부
- 융합기술본부
- 과학기술본부
- 경영지원본부
- 대학교육혁신센터